# Angelika Glitz
Angelika Glitz (* 1966 in Hannover) ist eine deutsche Kinderbuchautorin.
Nach dem Abitur studierte sie in Münster Betriebswirtschaft und arbeitete anschließend bei einer Frankfurter Werbeagentur als Werbetexterin.
Seit 1998 schreibt Angelika Glitz Bilderbücher für Kinder. Mittlerweile sind 24 Kinderbücher aus ihrer Feder erschienen. Sie arbeitet mit den Illustratorinnen Imke Sönnichsen und Annette Swoboda zusammen. Ihr erfolgreichstes Bilderbuch ist die Geschichte „Prinz Franz total verliebt“, das im Jahr 2001 im Thienemann-Verlag erschien.
Sie ist verheiratet, hat drei Kinder und lebt mit ihrer Familie bei Frankfurt.

## Werke
- Prinz Franz total verliebt, Thienemann, 2001, ISBN 3-8337-1642-8
- Bilderdrache. Die wilden Wikinger erobern das Meer, Loewe, 2007, ISBN 3-7855-4178-3
- Kuschelhaarwuschel, Thienemann, 2007, ISBN 3-522-43519-2

## Auszeichnungen
- 2002  Eulenspiegelpreis mit  Annette Swoboda für Milli, Rudi und der Schatzfindefisch